# Schwartzeplatz
Der Schwartzeplatz (auch Schwartzepark) ist ein Schmuck- und Spielplatz im Leipziger Stadtteil Kleinzschocher. Er ist wie die gleichnamige benachbarte Straße benannt nach Heinrich Engelbrecht Schwartze (1704–1767), der ab 1733 Pfarrer in Großzschocher war. Der Schwartzeplatz steht unter Denkmalschutz.

## Lage und Gestaltung
Der Schwartzeplatz erstreckt sich als rechteckiger Platz mit einer Spitze nach Osten entlang der Nordseite der Schwartzestraße in Ost-West-Richtung von der Dieskaustraße bis zu einem Fußweg in Verlängerung der Knauthainer Straße, an dem ein Flügel des Senioren- und Pflegeheims Kleinzschocher liegt. Seine Nordgrenze bilden die Rückseiten der Grundstücke der Ruststraße. Die Länge des Platzes beträgt etwa 250 Meter und seine Breite 50 Meter. Sein Wegenetz verläuft in Quer- und Diagonalrichtung.
Der Großteil des Platzes ist baumbestandene Wiese, wobei die Bäume teilweise in Reihen stehen und es sehr alte Exemplare gibt. Der Schwartzeplatz enthält auch einen zweigeteilten Spielplatz. In der Platzmitte steht ein großes Raumkletternetz mit umgebenden Ruhebänken. Im Ostteil befindet sich eine Sandspielfläche mit kleinem Holzhaus, Wipptieren und Karussell.

## Geschichte
Der erste Friedhof der Gemeinde Kleinzschocher befand sich hinter der alten Dorfkirche, dort, wo heute die Taborkirche steht. Bereits 1835 wurde wegen Platzmangels begonnen, einen zweiten Friedhof auf dem Bereich des heutigen Schwartzeplatzes anzulegen. Als auch dieser voll war, folgte ab 1891 der dritte auf dem Bereich des heutigen Friedhofs Kleinzschocher am Ende der Schwartzestraße.
Als in den 1920er Jahren die Wohnbebauung an der Südseite der Schwartzestraße und in ihren Nebenstraßen entstand, sollte für die Bewohner eine Naherholungsmöglichkeit geschaffen werden. Deshalb wurde von 1928 bis 1930 der ehemalige Friedhof nach Plänen des Leipziger Stadtgartendirektors Nikolaus Molzen (1881–1954) in eine Grünanlage umgewandelt. Mit Erhalt des Baumbestandes wurden sogenannte Tummelwiesen angelegt und in der Mitte ein Planschbecken mit Spielplatz sowie im Westteil ein Ruhebereich eingerichtet. Außer den Bäumen blieb vom Friedhof an der Nordseite ein Grabstein erhalten, der sogenannte Lehrerstein, den dankbare Schüler ihrem kleinzschocherschen Lehrer Friedrich Eduard Förster († 1874) errichteten. Er steht unter Denkmalschutz.
Nach dem Zweiten Weltkrieg gab es mehrere kleine Umgestaltungen. 1993 wurde eine umfassende Instandsetzung des Schwartzeplatzes vorgenommen.